# アイハ
iHA(アイハ、ヒアルロン酸産生誘導ペプチド、Inducing Hyaluronic Acid)とは、軟骨細胞を活性化させる働きを持つ卵黄ペプチドの一種で、卵黄のたんぱく質に特殊な分解処理を施すことで精製される。
エバーライフとファーマフーズが共同で開発した食品新素材。経口摂取の場合、変形性膝関節症へ医学的に効果があるとする論文が発表されているが、議論が続いている。

## 健康食品
iHAは、ヒアルロン酸またはグルコサミンなどの成分と一緒に配合された形で、サプリメントや健康食品として販売されている。
ヒアルロン酸は、保湿物質として、あるいは軟骨のようなクッション作用を持つ組織の成分として重要である。グルコサミンも軟骨の構成成分であり、変形性膝関節症に対する医薬品としても使用されている。